# Paul Duchesnay
Paul Duchesnay (Metz, 21 de julho de 1961) é um ex-patinador artístico francês, que competiu em provas na dança no gelo. Ele conquistou uma medalha de prata olímpica em 1992 ao lado de Isabelle Duchesnay, e três medalhas em campeonatos mundiais, sendo uma de ouro, uma de prata e uma de bronze.

## Principais resultados

### Com Isabelle Duchesnay
| Resultados                                            | Resultados       | Resultados    | Resultados        | Resultados      | Resultados      | Resultados        | Resultados        | Resultados        | Resultados       | Resultados       | Resultados    | Resultados    |
| Internacional                                         | Internacional    | Internacional | Internacional     | Internacional   | Internacional   | Internacional     | Internacional     | Internacional     | Internacional    | Internacional    | Internacional | Internacional |
| Evento/Temporada                                      | 1982– 1983       | 1983– 1984    | 1984– 1985        | 1985– 1986      | 1986– 1987      | 1987– 1988        | 1988– 1989        | 1989– 1990        | 1990– 1991       | 1991– 1992       |               |               |
| ----------------------------------------------------- | ---------------- | ------------- | ----------------- | --------------- | --------------- | ----------------- | ----------------- | ----------------- | ---------------- | ---------------- | ------------- | ------------- |
| Jogos Olímpicos                                       |                  |               |                   |                 |                 | 8.º               |                   |                   |                  | Medalha de prata |               |               |
| Campeonato Mundial                                    |                  |               |                   | 12.º            | 9.º             | 6.º               | Medalha de bronze | Medalha de prata  | Medalha de ouro  |                  |               |               |
| Campeonato Europeu                                    |                  |               |                   | 8.º             | 5.º             | Medalha de bronze |                   | Medalha de bronze | Medalha de prata |                  |               |               |
| Nebelhorn Trophy                                      | Medalha de prata |               |                   |                 |                 |                   |                   |                   |                  |                  |               |               |
| Skate America                                         |                  |               |                   |                 | Medalha de ouro |                   |                   |                   |                  |                  |               |               |
| Nacional                                              |                  |               |                   |                 |                 |                   |                   |                   |                  |                  |               |               |
| Campeonato Francês                                    |                  |               |                   | Medalha de ouro | Medalha de ouro |                   |                   | Medalha de ouro   | Medalha de ouro  |                  |               |               |
| Campeonato Canadense                                  | 4.º              | 4.º           | Medalha de bronze |                 |                 |                   |                   |                   |                  |                  |               |               |
|                                                       |                  |               |                   |                 |                 |                   |                   |                   |                  |                  |               |               |
| Legenda: Competição não foi disputada nesta temporada |                  |               |                   |                 |                 |                   |                   |                   |                  |                  |               |               |